# Order in Decline
 (février 2024).
Si vous disposez d'ouvrages ou d'articles de référence ou si vous connaissez des sites web de qualité traitant du thème abordé ici, merci de compléter l'article en donnant les références utiles à sa vérifiabilité et en les liant à la section « Notes et références ».
Albums de Sum 41
13 Voices
(2016) Heaven :x: Hell
(2024)
Singles
1. Out for Blood
Sortie : 24 avril 2019
2. A Death in the Family
Sortie : 11 juin 2019
3. Never There
Sortie : 18 juin 2019
4. 45 (A Matter of Time)
Sortie : 8 juillet 2019

Order in Decline est le huitième album studio du groupe de punk-rock canadien Sum 41 sorti le 19 juillet 2019 sur le label Hopeless Records.

## Liste des pistes
| No  | Titre                 | Durée |
| --- | --------------------- | ----- |
| 1.  | Turning Away          | 3:50  |
| 2.  | Out for Blood         | 3:36  |
| 3.  | The New Sensation     | 3:50  |
| 4.  | A Death in the Family | 3:18  |
| 5.  | Heads Will Roll       | 3:50  |
| 6.  | 45 (A Matter of Time) | 3:12  |
| 7.  | Never There           | 4:20  |
| 8.  | Eat You Alive         | 2:44  |
| 9.  | The People Vs…        | 3:19  |
| 10. | Catching Fire         | 4:01  |

| 11. | Heads Will Roll (acoustic) | 3:30 |
| 12. | Catching Fire (acoustic)   | 4:01 |